# Пишкець (Балезінський район)
Пишке́ць (рос. Пышкец) — присілок в Балезінському районі Удмуртії, Росія.

## Населення
Населення — 92 особи (2010; 121 в 2002).
Національний склад станом на 2002 рік:
- удмурти — 98 %

## Історія
В 1960-их роках присілок був центром сільської ради.